# Fernando Echavarri
Fernando Echavarri Erasum (Santander, 13 agosto 1972) è un velista spagnolo.
Ha partecipato a due edizioni dei giochi olimpici (2004 e 2008) conquistando una medaglia nell'edizione 2008 svoltasi a Pechino.

## Palmarès
Olimpiadi
- 1 medaglia:
  - 1 oro (classe Tornado a Pechino 2008).

Mondiali
- 2 medaglie:
  - 2 ori (classe Tornado a La Rochelle 2005, classe Tornado a Cascais 2007).